# 狭叶绣球
狭叶绣球（学名：Hydrangea lingii）为绣球花科绣球属下的一个种。

## 扩展阅读
- 維基物種上的相關：狭叶绣球